# المسرح في فنادق فيرجين
المسرح في فنادق فيرجين لاس فيغاس (بالإنجليزية: The Theater at Virgin Hotels Las Vegas)‏ هو مسرح يقع في أراضي فنادق فيرجن لاس فيغاس في بارادايس، نيفادا، الولايات المتحدة.